# Костёл Святого Иуды Фаддея (Привалки)
Костёл Святого Иуды Фаддея — римско-католическая церковь в деревне Привалки, Гродненский район, Гродненская область, Белоруссия. Памятник архитектуры.

## История

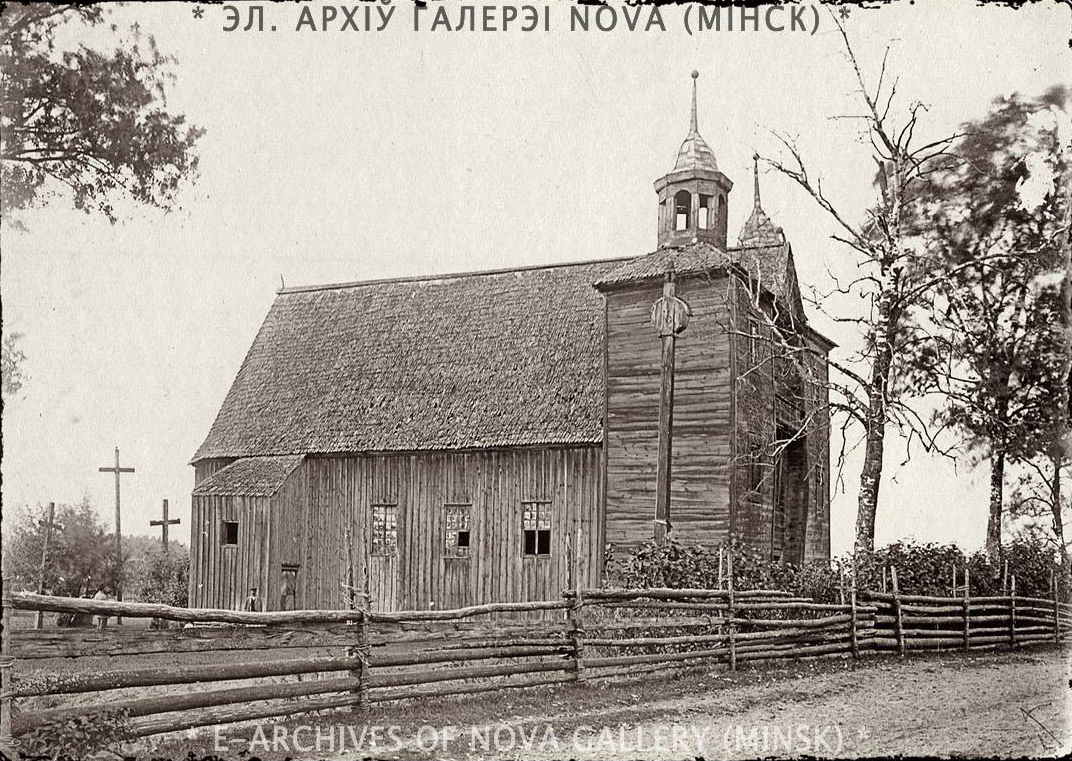
Старый костёл, фото около 1900 г.

Уже в начале XVII в. местная католическая святыня, скорее всего часовня, была отмечена как древняя и «неизвестно кем и когда основанная». Костёл на её месте был построен на средства короля Сигизмунда III Вазы в 1609 году и освящен под титулом Святого Иуды Фаддея. Сначала святыня получила статус филиала, но по просьбе виленского епископа Бенедикта Войны король включил костёл в число приходских.
В 1777 году князь Франциск Ксаверий Огинский, владелец Привалки, восстановил старый деревянный костёл. Немного позже, потеряв средства к существованию, община была преобразована в самостоятельную капелланию, обслуживаемую священниками из ордена кармелитов из Вильни.
Костёл представлял собой прямоугольный в плане и вертикально обшитый объём с трёхсторонней алтарной частью, окруженной двумя ризницами. Треугольный фронтон главного фасада обрамляли две четырёхъярусные колокольни. Святилище было покрыто высокой двускатной крышей с шатрами над алтарем. Участок костёла был обнесен бревенчатым забором.
В 1866 году приход был ликвидирован за участие в восстании 1863 года. В честь погибших на Святой горе воздвигнут высокий крест (не сохранился). В 1869 году костёл вместе с приходскими постройками и землей был передан во владение православной церкви в Друскениках. Католики деревни Привалки были присоединены к Гожскому приходу.  Долгое время костёл был закрыт, превращаясь в руины, и только в 1913 году переоборудован в церковь. Единственная служба прошла в присутствии двух священников, приехавших на освящение храма, а в 1915 году (во время Первой мировой войны) древняя святыня сгорела. В короткое время православные власти отстроили храм.
В 1918-19 годах местные католики построили новый деревянный костёл в неоготическом стиле и 16 июля 1920 года святыня была освящена священником Франциском Бернатам под титулом Пресвятой Девы Марии Кармельской (Шкаплерной) и Св. Симона и Фаддея. Здание еще требовало отделки. Позже на стенах были написаны изображения четырех апостолов, а главный и боковые приделы украшены. Численность верующих прихода Привалка перед Второй мировой войной составляла почти 1400 человек.
Последний священник костёла, отец Антоний прибыл в Привалку 15 мая 1937 года; во время Второй мировой войны был арестован немцами, дальнейшая судьба его неизвестна. С этого времени в приходе не было постоянного священника, а в 1962 году советские власти закрыли костёл. В советские годы костёл находился в запущенном состоянии, во время бури на святыню упало дерево, значительно повредив внутреннее убранство. Здание плебании, расположенное напротив входа в костёл, было отдано под школу и используется до сих пор.
В 1990 году костёл был возвращён прихожанам, и был отреставрирован. 29 октября 1994 года, на праздник покровителя костёла, храм освятили под титулом св. Иуды Фаддея. В бутовый фундамент апсиды храма заложили мельничный жернов, а у входа установили два якоря.

## Архитектура

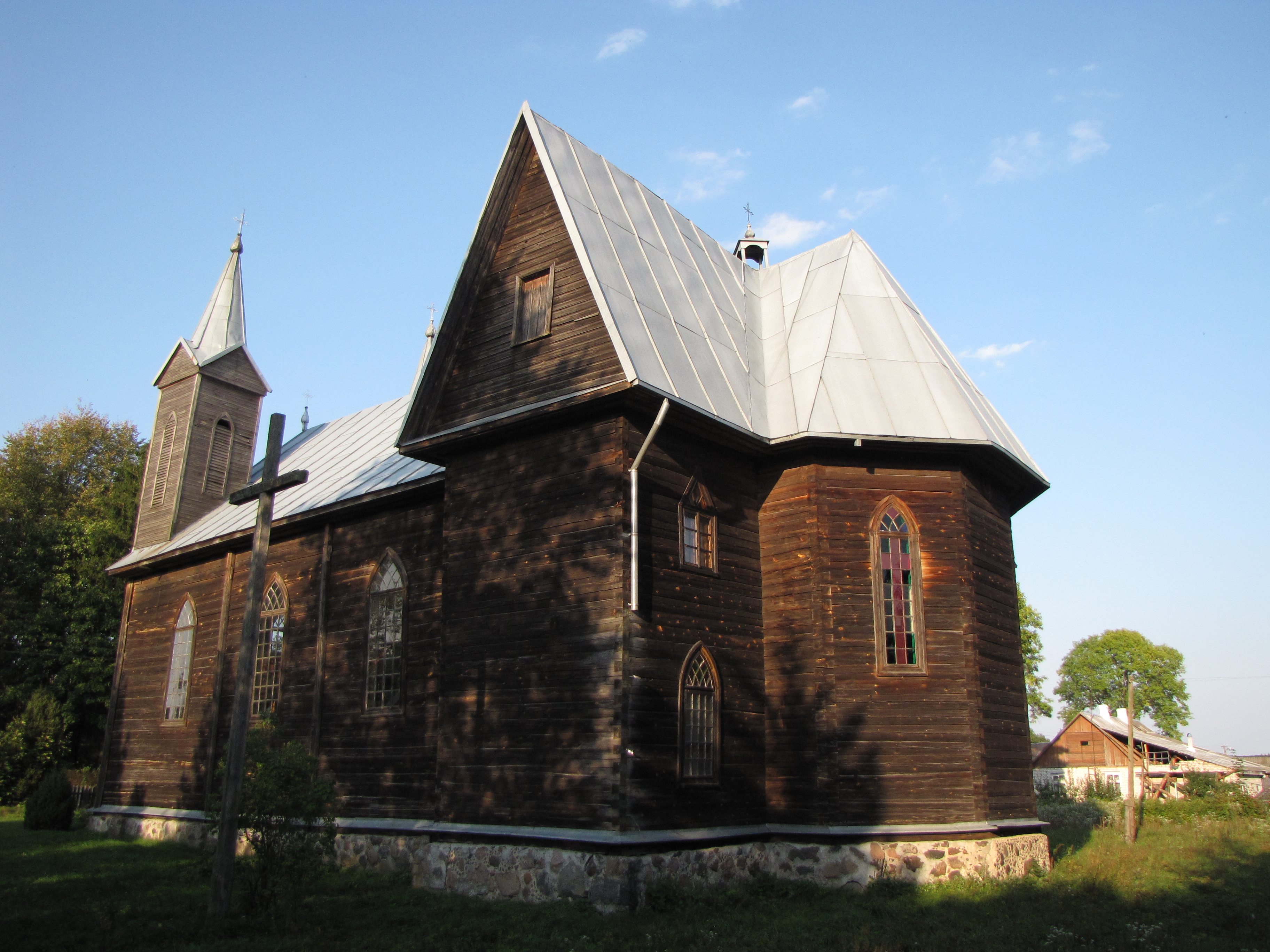
Костёл со стороны апсиды

Костёл прямоугольный в плане с пятиугольной апсидой, фланкированной двумя ризницами, над которыми устроены ложи основателей (внешне эти объемы образуют подобие трансепта). Треугольный фронтон главного фасада обрамлен двумя четырехъярусными шатровыми колокольнями. На колокольне два колокола: старый с датой "1870" и новый 1996 года. Над апсидой костёл перекрыт четырехскатной жестяной крышей.
Интерьер зала перекрыт фальцевым деревянным потолком, плоским вдоль боковых стен и полуцилиндрическим в центре. Стены всех трех алтарей в стиле необарокко оптически расписаны. В первом ярусе главного алтаря изображена Богоматерь с Младенцем Иисусом, во втором — трифорий с изображениями св. Августина, св. Франциск и св. Казимира, на конховом своде апсиды изображена сцена Преображения Господня. Окна пресвитерия окружены изображениями св. Иоанна Крестителя и Симона (слева), а также св. Фаддея и Марка Евангелист.а Над окнами надпись «Pod Twoją obronę ucekamy się». Боковые алтари двухъярусные: левый посвящен св. Иосифу (вверху икона св. Антония), справа — Распятие, вверху — икона св. Анны. Над притвором находится балкон с органным хором, который опирается на две колонны.